# Jamie Hyneman
Jamie Hyneman (Marshall, Michigan, 1956. szeptember 25. –) televíziós műsorvezető az Egyesült Államokban, a MythBusters „szigorú apja”, a sorozat állandó házigazdája társával, Adam Savage-dzsel.
Felesége, Eileen Walsh fizikatanárnő. Ő maga orosz nyelvből és irodalomból szerzett képesítést.
A karibi térségből költözött San Franciscóba. Ebben a városban alapította meg első saját cégét, az M5 Industriest, ahol játékokat és robotokat készítenek, és ahol a MythBusters sorozatot is forgatják. Nyugodt és megfontolt természetéről ismert, ellentétben társműsorvezetőjével, Adam Savage-dzsel. Ő a „józan ész hangja”. Mindent szeret pontosan kiszámolni, megtervezni, ami ebben a szakmában nélkülözhetetlen is. Korábban sokféle munkát végzett: dolgozott tengerészként, volt búvár, túlélőművész, nyelvész, kisállat-kereskedő, csikós, gépész, betonvizsgáló, séf, és hosszabb időt töltött el a filmtrükkök világában is.